# Сандерс (Кентуккі)
Сандерс (англ. Sanders) — місто (англ. city) в США, в окрузі Керролл штату Кентуккі. Населення — 197 осіб (2020).

## Географія
Сандерс розташований за координатами 38°39′17″ пн. ш. 84°56′48″ зх. д. / 38.65472° пн. ш. 84.94667° зх. д. (38.654728, -84.946727).  За даними Бюро перепису населення США в 2010 році місто мало площу 0,77 км², з яких 0,76 км² — суходіл та 0,01 км² — водойми.

## Демографія
Згідно з переписом 2010 року, у місті мешкало 238 осіб у 75 домогосподарствах у складі 53 родин. Густота населення становила 310 осіб/км².  Було 89 помешкань (116/км²).
Расовий склад населення:
| - 96,2 % — білих - 2,9 % — чорних або афроамериканців |

До двох чи більше рас належало 0,8 %. Частка іспаномовних становила 1,3 % від усіх жителів.
За віковим діапазоном населення розподілялося таким чином: 21,8 % — особи молодші 18 років, 64,3 % — особи у віці 18—64 років, 13,9 % — особи у віці 65 років та старші. Медіана віку мешканця становила 46,0 року. На 100 осіб жіночої статі у місті припадало 145,4 чоловіків;  на 100 жінок у віці від 18 років та старших — 165,7 чоловіків також старших 18 років.
Середній дохід на одне домашнє господарство  становив 46 147 доларів США (медіана — 46 250), а середній дохід на одну сім'ю — 51 120 доларів (медіана — 48 125). За межею бідності перебувало 24,5 % осіб, у тому числі 12,3 % дітей у віці до 18 років та 43,2 % осіб у віці 65 років та старших.
Цивільне працевлаштоване населення становило 82 особи. Основні галузі зайнятості: виробництво — 29,3 %, транспорт — 20,7 %, мистецтво, розваги та відпочинок — 14,6 %.